# كيبا إينوزوكا
كيبا إينوزوكا (باليابانية: 犬塚 キバ) هو أحد شخصيات سلسلة المانغا والأنمي ناروتو، كيبا قوي وذكي ويتصل بكلبه بطريقة غريبة. عادة ما ينادو كيبا بـ:كيبي. لأنه يضع كلبا فوق رأسه وهو يحب الكلاب جدا وطعامه المفضل هو الرامن، ولكنه لا يعترف بهذا وهو يكره ناروتو كثيرا ويحب تاماكي.

## حياته
عاش كيبا في بلدة كونوها، تربى على يد والدته (ناتسومي) وشقيقته الكبرى (هانا)، دخل الاكاديمية وكان جيدا في صفه وبعد تخرجه من الاكاديمية انضم إلى الفريق الثامن والمكون من كلاً من هيناتا هيوغا وشينو ومدربتهم كوريناي يوهي إضافة إلى صديقه المقرب كلبه اكامارو والذي يعد سلاحة في المعارك.

### اختبار تشونين
في اختبار تشونين كان خصما لناروتو أوزوماكي ولقد كان قويا جدا في أول ظهور له، إلا انه خسر امام ناروتو وهذا ماجعله اقوى واقوى ولقد عهد بنفسه انه سيصبح اقوى ويهزم ناروتو فيما بعد، وبعد اختبار تشونين هرب ساسكي أوتشيها من القرية وكان في ذلك الوقت الهوكاجي الخامس هي تسونادي التي تعد أحد السانين الاسطورين
أوكلت تسونادي مهمة لشيكامارو نارا وطلبت منه ان تضم معك الجينين المميزين فقط وكان من ضمنهم كيبا وهو الخاص بالاستشعار بمساعدة نيجي هيوغا أيضا، وكان خصمهم في ذلك الوقت هم حراس اوروتشيمارو الاربعة (ساكون - تايويا - كيدومارو - جيروبو) وقد تقاتل كيبا ضد ساكون وقام بهزيمته لكن اتضح انها ليست النهاية وقام ساكون بالهجوم على كيبا ولكن حلفاء كونوها من ارض الرمل قامو بالإنقاذ وكان منقذ كيبا هو كانكورو وبعد ان فشلت المهمة في إعادة ساسكي، قررو التدرب ليصبحو اقوى وفعلا تدرب لمدة سنتين ونصف مع هيناتا وشينو وكانو اقوياء جدا.

### عشيرته
ظهرت قوة عشيرة اينوزوكا عند دخول باين إلى اراضي كونوها وايضا في الحرب كان لكيبا دورا كبيرا في معرفة جواسيس زيتسو بفضل حاسته القوية.

## مهامه وانجازاته

مخطط قوى النينجا لكيبا

اشترك كيبا خلال احداث السلسلة في عدة مهمات منها استعادة ساسكي ومطاردة إيتاتشي واشترك أيضًا في حرب النينجا العظمى الرابعة تحت لواء الفرقة الخامسة «فرقة القتال الخاصة». تتميز شخصية كيبا بالثقة والتشوق إلى القتال حيث ينافس ناروتو على إتقان التقنيات وأيضًا القوة.

### أهم أعماله
- ايقاف ساكون من اعتراض طريق فريقه
- التصدي لإستدعائات باين
- ساعد في كشف نسخ زيتسو الطفيلية

### تقنياته
يستعمل كيبا في قتاله اسلوب النينجا وهو (نينبو) وايضا يمكنه تحويل كلبه اكامارو إلى نسخة طبق الأصل منه. ومن طرق استخدامه لأكامارو كلاً من
- جاتسوجا - رأس المخلب
- سانتوريو جاتسوجا - رؤوس المخلب الثلاثة

وايضا يمكنه التحكم في حجم اكامارو عند الهجوم فأحيانا يكون ضخما وهذا بسبب تدفق التشاكرا في جسده وبسبب العقار الذي يتناوله اكامارو أيضا.